# 井家良輔
井家 良輔（いけ りょうすけ、1997年9月12日 - ）は、日本の俳優。劇団コスモス所属。

## 出演

### テレビ
- 真夜中の雨（2002年） - 都倉隆（5歳時） 役
- 女と愛とミステリー 鬼子母の末裔（2003年） - 細川茂樹の幼少時代 役
- 愛の劇場「よい子の味方」 第6・7話（2004年） - 五十嵐太郎 役
- 金曜時代劇「御宿かわせみ」 第二章14話（2004年） - 神林東吾（幼少時代） 役
- こたえてちょーだい! 再現VTR
- 牙狼-GARO- 第4話（2005年）
- 相棒 season5 第3話（2006年）
- ウルトラマンメビウス 第14話（2006年） - クゼ・テッペイ（少年時代） 役
- 鉄板少女アカネ!! 第3話（2006年）

### CM
- セイカ「らくがきんちょ/机でらくがきんちょ」
- ダイドードリンコ「葉の茶」

### ビデオ
- 交通安全教育ビデオ「ママ帰ってこないの」 - 国広富之の息子 役

### 映画
- 轟轟戦隊ボウケンジャー THE MOVIE 最強のプレシャス（2006年）